# Муслах
Муслах — село в Рутульском районе Дагестана.
Образует сельское поселение село Муслах как единственный населённый пункт в его составе.

## География
Расположен на склоне Главного Кавказского хребта в верховье Самура на высоте 2148 метров над уровнем моря. Село зажато двумя реками: по течению с правой стороны — Самуром, с левой — Каяна (Гое). В сторону Самура склон от села составляет 75 градусов, а в сторону Гое — все 90 градусов — стоит крутой склон, местами скалы.
Ближайшие сёла — Мишлеш, Сюгут.

## История
История возникновения села Муслах не изучено.

Село Муслах упоминается в письме Ахмад-хан бен Али-Хазз-бека Илисуйского генералу Ртищеву в 5-м томе книги "Акты, собранные Кавказской археографической комиссией":
- «(...) Деревни нашего владения претерпели великое бедствие и жители разбрелись по случаю появления чумы в 4-х наших деревнях:
Муслагъ, Секутъ, Агчай и Кахбашъ. Часть жителей разошлась отъ угнетения Джарцевъ и вражды ихъ съ нами. (...) Это величайшая потеря для нашихъ жителей, живущихъ въ горахъ,, вдобавок с темъ великим бедствием (чумой). — Они — подданные Великаго Государя; участь ихъ в ваших руках; конечно, если вы предпримите меры, могущия облегчить ихъ положение и заключащия въ себе ихъ пользу».
Перевод с арабицы М.Ф. Ахундов и др.
В Муслахе колхоз был организован в 1936 году. Трудоспособного населения в нем тогда было 80 человек, хозяйств  - 40. В разные годы колхоз носил имя Гамида Далгата − с 1936 по 1938 гг., Сакко и Ванцетти − с 1938 по 1940 гг. А с 1940 года колхоз носит имя Свердлова.
В начале 50-х годов в Муслахе был построен прекрасный клуб − первый в горном магале, медицинский пункт, библиотека, здание правления колхоза, в 1956 году село было радиофицировано. Во второй половине 60-х годов была установлена телефонная связь с райцентром и другими селениями. В последующем село было электрифицировано.
Колхоз имени Свердлова действительно был одним из передовых в районе. Неоднократно колхоз заносили на республиканскую Доску почёта. В 1979 году ему присуждено переходящее Красное знамя Совета министров РСФСР и ВЦСПС. За достигнутые успехи колхоз был награжден Почётной грамотой ЦК КПСС, Совета Министров СССР, ВЦСПС и ЦК ВЛКСМ.

## Население
| 1895 | 1926 | 1939 | 1970 | 1989 | 2002 | 2010 |
| ---- | ---- | ---- | ---- | ---- | ---- | ---- |
| 532  | ↘392 | ↘197 | ↗494 | ↗496 | ↗784 | ↘612 |
| 2012 | 2013 | 2014 | 2015 | 2016 | 2017 | 2018 |
| ↘606 | ↘584 | ↘576 | ↘574 | ↘572 | ↘563 | ↘557 |
| 2019 | 2020 | 2021 | 2023 | 2024 | 2025 |      |
| ↘547 | ↗550 | ↘424 | ↘421 | ↘414 | ↘407 |      |

Часть жителей в советские годы перебралась в соседний Азербайджан — в частности, селение Катех (Белоканского района) и город Закатала, административный центр Закатальского района.

## Тухумы Муслаха
Селение Муслах состоит из следующих тухумов:
- Бакевамы
- Баширамы
- Гадевамы
- Гаджевамы
- Гасаневамы
- Давудамы
- Дебевамы
- Дибиралевамы
- Кадачевамы
- Камазамы
- Карчевамы
- Куневамы
- Курбаневамы
- Маллалевамы
- Маллевамы
- Муслимамы
- Ханбабеванмы
- Ферзалевамы
- Султаналевамы
- Мамевамы

## Известные уроженцы
- Ферзалиев Яхья — герой Социалистического труда. Бакаев Ахмад-Хаджи устаз, шейх тариката Накшибандия. духовный наставник южного Дагестана и северного Азербайджана.
- На сегодняшний день из небольшого селения вышли 7 человек с учеными степенями. Среди них доктор философских наук, профессор, ведущий научный сотрудник регионального центра этнополитических исследований ДНЦ РАН М.Д.Магаррамов, автор более 120 научных и методических работ, среди них ряд монографий по актуальным проблемам формирования правового государства и гражданского общества; Б.Д. Бабаев, кандидат химических, доктор технических наук, профессор кафедры инженерной физики физического факультета ДГУ, автор более 160 научных и методических работ, среди них ряд монографий по актуальным вопросам развития энергетики, имеет 23 патента на изобретения и авторское свидетельство о государственной регистрации; кандидат медицинских наук, профессор Российской академии естественных наук (РАЕН), известный пластический хирург А.Г. Гасанов; кандидат филологических наук М.Д. Магаррамов; кандидат медицинских наук, доцент ДГМУ А.Н. Гасанов; кандидат экономических наук М.Ю. Гасанов;  Автор этих строк имеет ученую степень кандидата философских наук, получил научное звание профессора, работает на кафедре социогуманитарных дисциплин ДГПУ. В свое время в Муслахской школе учился и Гаджи-Муса Гаджимусаев − заслуженный строитель РФ, почётный гражданин г. Москвы.

## Инфраструктура
В Муслахе расположены два зиярата. И на данный момент строится вторая мечеть.
В селении функционирует средняя школа, клуб, мечеть, две столярные мастерские, библиотека, два магазин и сельсовет.

## Галерея